# C16orf97
C16orf97 (англ. Chromosome 16 open reading frame 97) – білок, який кодується однойменним геном, розташованим у людей на 16-й хромосомі. Довжина поліпептидного ланцюга білка становить 126 амінокислот, а молекулярна маса — 14 216.
| 10         |  | 20         |  | 30         |  | 40         |  | 50         |
| ---------- |  | ---------- |  | ---------- |  | ---------- |  | ---------- |
| MKKWKSRLFP |  | RPPNWLSGKY |  | LRLPSSAMFL |  | IDFCLCVPWT |  | TPFQCKILMV |
| EFIVGFYDFC |  | LALEVQYRTS |  | KLFLCGQPSP |  | RRSLGIQQQA |  | LKLACLSPTL |
| LESSSCVDPP |  | GNTAGSRMPS |  | SSNCIK     |  |            |  |            |

A: Аланін

C: Цистеїн

D: Аспарагінова кислота

E: Глутамінова кислота

F: Фенілаланін

G: Гліцин

I: Ізолейцин

K: Лізин

L: Лейцин

M: Метіонін

N: Аспарагін

P: Пролін

Q: Глутамін

R: Аргінін

S: Серин

T: Треонін

V: Валін

W: Триптофан